# ジャン・ブルガン
ジャン・ブルガン（Jean Bourgain、1954年2月28日 – 2018年12月22日 ）はベルギーの数学者。専門は実解析、微分方程式、関数解析。

## 来歴
オーステンデ生まれ。1977年にブリュッセル自由大学(VUB)で博士号を取得した。1985年から1995年までフランス高等科学研究所、1985年から2006年までイリノイ大学アーバナ・シャンペーン校で教鞭をとり、現在はニュージャージー州のプリンストン高等研究所で研究を行っている。
彼の研究は解析学の様々な分野に及び、バナッハ空間の幾何学から調和解析、解析的整数論、組合せ数学、エルゴード理論、偏微分方程式までを手がけた。業績にFourier restriction norm、集約波動分離法の創始、非線形シュレディンガー方程式の球対称解、有限次元バナッハ空間の調和解析での業績がある。

## 主な受賞歴
- フィールズ賞（1994年）
- ショウ賞（2010年）
- クラフォード賞（2012年）
- 数学ブレイクスルー賞（2017年）
- スティール賞（2018年）